# Bathycolpodes chloronesis
Bathycolpodes chloronesis là một loài bướm đêm trong họ Geometridae.